# Philoliche nigripes
Philoliche nigripes är en tvåvingeart som först beskrevs av Günther Enderlein 1925.  Philoliche nigripes ingår i släktet Philoliche och familjen bromsar. Inga underarter finns listade i Catalogue of Life.